# Gipfel-Sieg
Gipfel-Sieg ist eine Talk-Show des ORF.
Initiiert wurde dieses Talk-Format von Marianne Hengl, Obfrau des Vereins "RollOn Austria – Wir sind behindert". Barbara Stöckl moderiert ein Gespräch zwischen zwei Menschen, die einen "Gipfelsieg" errungen haben, einem Prominenten und einem Menschen mit Behinderung.

## Bisherige Sendungen
1. 7. Oktober 2012, in Serfaus: Felix Mitterer und Andy Holzer, blinder Extrembergsteiger
2. 23. März 2013, auf der Schmittenhöhe in Zell am See: Hubert von Goisern und Bruno Lemberger, Bergbauer im Rollstuhl
3. 10. Mai 2013, auf der Zugspitze: Erika Pluhar und Martin Töchterle, Maler im Rollstuhl
4. 6. September 2013, Bärenhütte Höss in Hinterstoder: Angelika Kirchschlager und Edith Grünseis-Pacher, Unternehmerin im Rollstuhl
5. 26. Oktober 2013, Loferer Alm: Gerlinde Kaltenbrunner und Zuhal Soyhan
6. 10. März 2014, Gaislachkogel in Sölden: Roland Düringer und Georg Fraberger
7. 30. April 2014, Schnalstaler Gletscher: Josefine Obexer und Luis Durnwalder
8. 6. Oktober 2014, Kaunertaler Gletscher: Sepp Margreiter und Toni Innauer
9. 11. Dezember 2014, Restaurant Pardorama, Ischgl: Harald Krassnitzer und Marianne Hengl, Obfrau von RollOn Austria
10. 13. März 2015, Bergrestaurant AsitzBräu Leogang: Peter Radtke und Peter Resetarits
11. 6. Juli 2015, Kapellrestaurant Hochjoch im Silvretta Montafon Gebiet: Sabrina Nitz und Michael Köhlmeier
12. 3. Dezember 2015, Alpencenter Kitzsteinhorn: Barbara Sima-Ruml und Sepp Forcher